# دائرة الاستعلام والأمن (الجزائر)
دائرة الاستعلام والأمن  هي دائرة المخابرات الجزائرية، تأسست إبان ثورة التحرير الكبرى في الجزائر على يد عبد الحفيظ بوصوف، لعبت دورا كبيرا أثناء الثورة وبعد الاستقلال. ورغم قلة الإمكانات آنذاك إلا أنها استطاعت أن تزرع جواسيس في الخارج وتجند جواسيس لها في الجزائر، من أبرز رجالها الأبطال مسعود زقار، بعد أن أصبح هواري بومدين على رأس البلاد في عام 1965، شهدت أجهزة الاستخبارات الجزائرية تغييرا كبيرا في التنظيم الداخلي لها، مستوحى إلى حد كبير من الاتحاد السوفياتي وبالتالي تم تسميته باسم الأمن العسكري ("SM") مع المهام الرئيسية التالية:
- مكافحة جميع أشكال التجسس.
- الحفاظ على الأمن الداخلي للبلد.
- حماية المصالح الحيوية للجزائر في الخارج.

جاءت الجزائر في المركز ال69 عالميا في مؤشر قياس الاستقرار العالمي  (PTOS)، بينما تصدر المغرب  قائمة دول شمال إفريقيا على هذا المستوى.

## دائرة الاستعلام والأمن
هو جهاز يتبع وزارة الدفاع الوطني ويضم عدة مديريات ويضم الاف العاملين (عسكريين متعاقدين، شبيهين، وبعض المدنيين) من أهمها :
- المديرية المركزية لأمن الجيش
- مديرية الوثائق والأمن الخارجي
- مديرية الأمن الداخلي
- مجموعة التدخل الخاصة
- مصلحة الأمن الرئاسي
- مركز الاتصال والنشر
- إدارة التسلل والتلاعب
- مديرية العلاقات الخارجية والتعاون
- مديرية مكافحة التجسس
- المركز الرئيسي العسكري للتحقيقات
- مجموعة مراقبة الشبكات
- قيادة تنسيق مكافحة الأنشطة التخريبية

## رؤساء المخابرات الجزائرية منذ إنشائها
منصب مدير المخابرات العامة الجزائرية منذ تأسيسها عام 1954م.
| الاسم                                     | الصورة | الفترة                    |
| ----------------------------------------- | ------ | ------------------------- |
| عبد الحفيظ بوصوف مؤسس المخابرات الجزائرية |        | من 1954 إلى 1958          |
| هواري بومدين                              |        | من 1958 إلى 1965          |
| قاصدي مرباح                               |        | من 1965 إلى 1978          |
| نور الدين زرهوني                          | -      | من 1979 إلى 1981          |
| لكحل عياط                                 | -      | من 1981 إلى 1988          |
| محمد بتشين                                | -      | من 1988 إلى 1989          |
| محمد مدين                                 | -      | من 1989 إلى 2015          |
| بشير طرطاق                                | -      | من 2015 إلى 2019          |
| محمد قايدي                                | -      | من 2019 إلى اليوم (حاليا) |

## وصلات خارجية
- وزارة الدفاع الوطني الجزائري
- مدير مخابرات جديد لخلافة “طرطاق” !؟
- تاريخ الجيش الجزائري من 1954 إلى يومنا هذا